# Стефан Димитров (ДС)
Вижте пояснителната страница за други личности с името Стефан Димитров.
Стефан Георгиев Димитров е български офицер, бивш директор на Националната служба за сигурност и служител на Държавна сигурност.

## Биография
Роден е на 25 октомври 1943 г. в София. От 30 януари 1973 г. е разузнавач III ст., а от 28 септември 1974 г. е разузнавач II ст. На 20.9 септември 1978 г. е преназначен за разузнавач I ст. От 4 септември 1980 г. е инспектор в Държавна сигурност. На 31 декември 1982 г. става заместник-началник на отделение. На 23 август 1983 г. заминава за Москва на 3-месечен курс в школата на КГБ. По време на курса в Москва е направен началник на отделение. На 21 март 1989 г. става заместник-началник на отдел в IV управление на Държавна сигурност. В периода 21 септември 1993 – 26 юни 1995 г. е директор на Национална служба „Сигурност“.